# Apostasia no cristianismo
Apostasia no Cristianismo é a rejeição do Cristianismo por alguém que anteriormente era cristão e/ou que deseja ser removido administrativamente de um registro formal de membros da igreja. O termo apostasia vem da palavra grega apostasia ("ἀποστασία") que significa "deserção", "partida", "revolta" ou "rebelião". É descrita como "um deliberado afastamento ou rebelião contra o cristianismo. A apostasia é a rejeição de Cristo por alguém que foi cristão..." "Apostasia é uma categoria teológica que descreve aqueles que voluntária e conscientemente abandonaram sua fé no Deus da aliança, que se manifesta mais completamente em Jesus Cristo." "Apostasia é o antônimo de conversão; é desconversão."
De acordo com B. J. Oropeza, as passagens de advertência no Novo Testamento descrevem pelo menos três perigos que podem levar um cristão à apostasia:

Tentações: Os cristãos foram tentados a se envolver em vários vícios que faziam parte de suas vidas antes de se tornarem cristãos (idolatria, imoralidade sexual, cobiça, etc.).
Enganações: Cristãos encontraram várias heresias e falsos ensinamentos espalhados por falsos mestres e profetas que ameaçavam seduzi-los para longe de sua pura devoção ao Cristo.
Perseguições: Cristãos foram perseguidos pelos poderes governantes da época por sua fidelidade a Cristo. Muitos cristãos foram ameaçados demorte se não negassem a Cristo.

A perseguição é destacada na Epístola aos Hebreus e na Primeira Epístola de Pedro. A questão dos falsos mestres/ensinamentos é encontrada nas Epístolas de João e Epístolas paulinas, na Segunda Epístola de Pedro e na Epístola de Judas. Várias seções nos escritos de Paulo e Tiago se concentram em vícios e virtudes. “Esses e outros textos antigos ajudaram a moldar a trajetória da resposta cristã ao fenômeno da deserção na era pós-apostólica.